# Sabella de l'Abadiat
Sabella de l'Abadiat és un despoblat del terme municipal de Conesa, a la Conca de Barberà. És vora el camí de Forès.
L'església de Sant Pere de Sabella fou declarada Monument Històrico-Artístic el 1977. És un edifici romànic de finals del segle xii. En el seu interior es conserva una imatge gòtica del Sant policromada.